# 唐纳德·特朗普的官方肖像
截至2025年，美国总统唐纳德·特朗普共有四张官方肖像。
官方总统肖像照的当代传统可以追溯到杰拉尔德·福特1974年的肖像；此后的所有总统都至少在一张官方肖像中以美国国旗为背景，并面带微笑。
特朗普的第一张肖像照由一位匿名的工作人员于2016年12月拍摄，当时正值特朗普2017年1月就职典礼前夕。该照片一直被用作官方肖像的占位符，直至2017年10月，白宫办公厅发布特朗普和副总统迈克·彭斯的官方肖像照，由时任白宫首席摄影师希拉·克雷格黑德拍摄。在这张照片中，特朗普站在以美国国旗为背景的椭圆形办公室中，他对着镜头露出灿烂的笑容。
在特朗普2025年1月第二次就职典礼之前，他和候任副总统JD·万斯的官方肖像照由丹尼尔·托罗克拍摄并发布，托罗克后来成为特朗普的第二任白宫首席摄影师。特朗普的肖像照比之前的照片光线更刺眼，表情严肃，模仿了他2023年的入案照。托罗克拍摄的另一张官方肖像照于2025年6月发布，照片中特朗普身处一片空白的深色背景中，表情较为中性地凝视着镜头。

## 背景
自南北战争以来，每任美国总统都会拍摄官方肖像照。与总统传统的彩绘肖像不同，官方照片常用于日常活动。官方照片由美国政府出版局印刷，并在美国联邦政府大楼、美国大使馆和美国入境口岸对外展示。自开国总统乔治·华盛顿的肖像照诞生以来，美国总统通常都力求在肖像中显得平易近人，同时展现出强大的领导力和美国的民族自豪感。官方总统照片旨在传达开放和亲切的性格。
传统的肖像摄影中，总统们以平直的角度从胸部向上拍照，光线均匀、中性，并带有灿烂的笑容。理查德·尼克松后的各届总统照片皆为露牙微笑，但贝拉克·奥巴马则是例外，在拍摄时是闭嘴微笑。在1974年杰拉尔德·福特就任之前，大多数总统的照片都是在空白背景下拍摄的。自福特就任开始，各届总统通常站在墙前或书柜前拍摄就任肖像，而官方总统肖像皆站在美国国旗前拍摄。
唐纳德·特朗普于2017年成为美国第45任总统，并于2025年成为第47任总统。作为前真人秀主持人，特朗普以注重自己的外表和公众形象而闻名。在2016至2017年和2025年，特朗普都成为两张官方肖像照的主角，一张是他当选总统时拍摄的，另一张是他担任总统时拍摄的。特朗普第一任总统任期内的首席白宫摄影师希拉·克雷格黑德表示，特朗普对自己的肖像照“非常上心”，经常要求“实时查看”，以便“判断是否朝着正确的方向发展”。

## 2016年就职肖像

特朗普的第一张就职肖像，由一位匿名工作人员于2016年12月拍摄

2016年12月，特朗普发布了他当选总统的官方肖像，但该照片的拍摄者尚不明确。该照片于特朗普2017年1月20日就职典礼后添加至白宫网站。特朗普还在Twitter上短暂地使用这张照片作为他官方美国总统账户的头像。在肖像中，特朗普戴着他标志性的红色领带，背景中可见美国国旗和白宫的门廊；特朗普站在类似白宫绿屏图像的前面。肖像中的特朗普表情严肃且无笑容，并盯着镜头。特朗普身体前倾，似乎受到来自下方的光照。
在特朗普的官方总统肖像被制作出来取代之前，特朗普当选总统时的肖像曾在几座联邦大楼中被用作替代品。2017年2月，由于佛罗里达州西棕榈滩退伍军人事务部医院没有特朗普的官方肖像，共和党众议员布莱恩·马斯特帮忙悬挂特朗普的占位照片。退伍军人事务部的工作人员后来因为担心这些照片不是官方照片而将其撤下，因此退伍军人事务部长戴维·舒尔金命令退伍军人事务部的医院和诊所从白宫网站下载相同的肖像并悬挂起来。
田纳西大学诺克斯维尔分校新闻摄影学教授、美联社前图片编辑迈克尔·马丁内斯表示，特朗普的肖像强化了他在2016年总统竞选期间塑造的令人生畏的形象。2021年5月，在线媒体库维基共享资源上的一位用户声称，该肖像是由一位名叫道格·库尔特的摄影师拍摄的。由于属于美国政府以外的人士的作品，因此不属于公有领域。该肖像曾一度从维基共享资源中删除，但后来恢复了该肖像。

## 2016年总统肖像

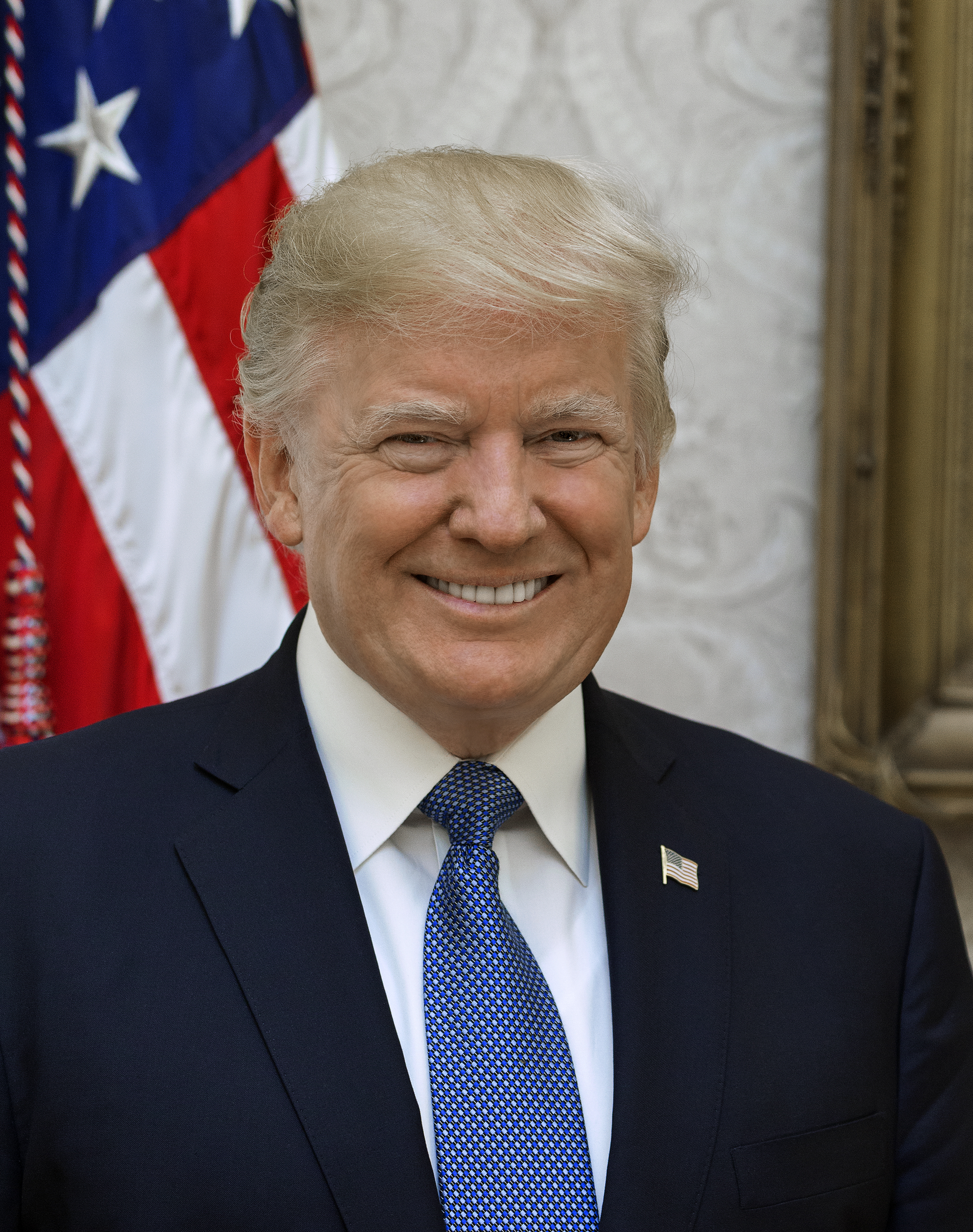
特朗普的第一张总统肖像，由希拉·克雷格黑德于2017年10月拍摄

在特朗普就职九个多月后，白宫于2017年10月31日公布特朗普和副总统迈克·彭斯的官方肖像。经过数月的拖延，肖像拍摄才仓促安排。2017年9月，特朗普和彭斯尚未决定何时拍摄官方肖像，由政府出版局委托拍摄。特朗普官方肖像由白宫首席摄影师希拉·克雷格黑德拍摄。白宫表示，这些肖像将“分发到全国各地的联邦设施，并向公众出售”。
肖像中的特朗普身穿白衬衫和蓝色或海军蓝西装，佩戴着美国国旗胸章和一条带有圆点图案的蓝色领带。该照片在椭圆形办公室拍摄，当时办公室于2017年8月翻新完毕。特朗普站在一面美国国旗前拍摄，背景是椭圆形办公室的灰色锦缎印花壁纸，以及一小块金色相框，内有伦勃朗·皮尔于1800年创作的托马斯·杰斐逊肖像。照片中，特朗普对着镜头咧嘴一笑。
拍摄房间呈光线均匀的环境，特朗普被照得明亮。特朗普占据了不到肖像水平空间的一半，以传统的水平角度显示看似略微偏离中心。特朗普的肖像紧与历史肖像风格，与乔治·W·布什和贝拉克·奥巴马的官方总统肖像以及后来的乔·拜登的肖像构图相似。特朗普标准的微笑形象被认为偏离了他典型的威胁性形象。克雷格黑德后来表示，特朗普似乎从来没有特别喜欢这幅肖像。

## 2025年就职肖像

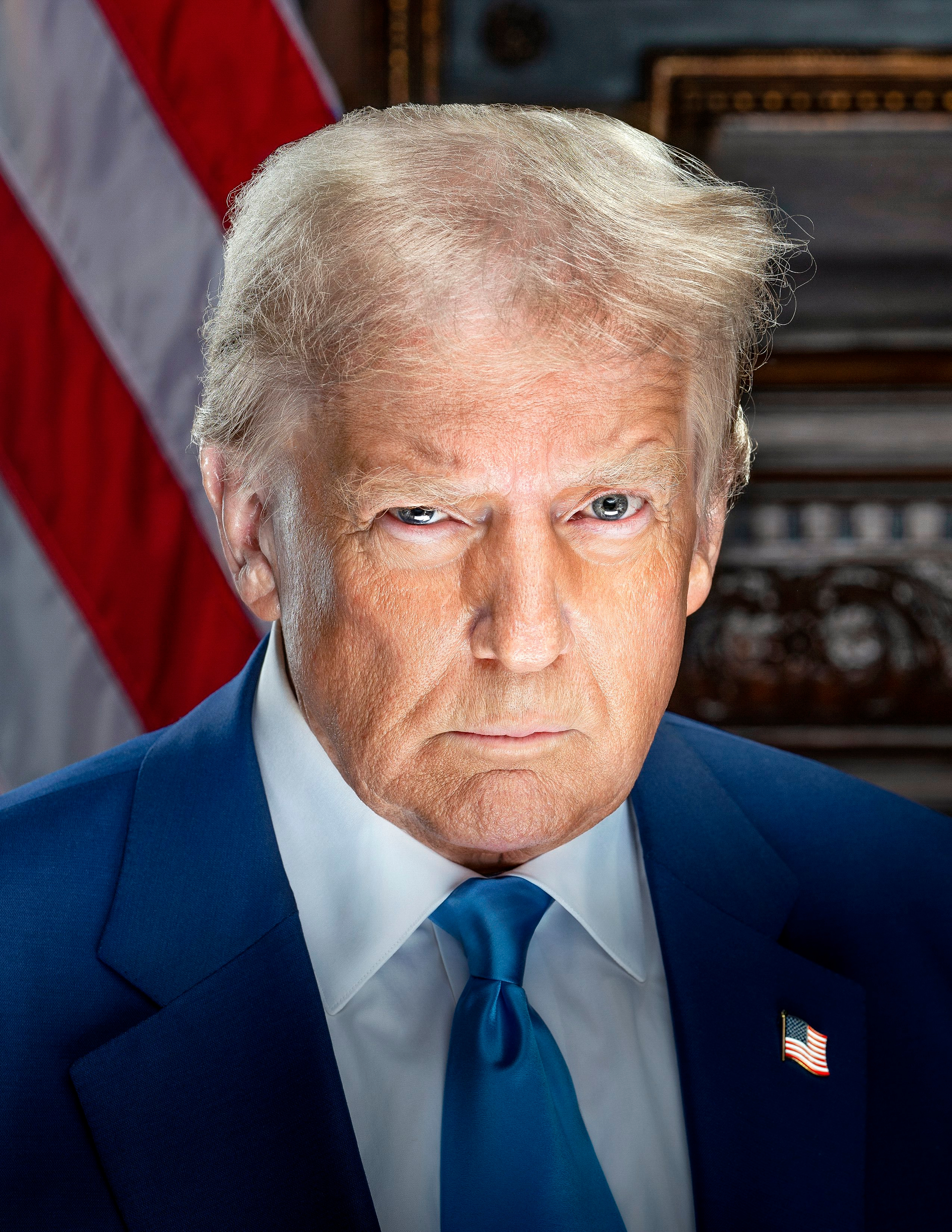
特朗普的第二张就职肖像，由丹尼尔·托罗克于2025年1月拍摄

特朗普第二次就职典礼前的数周，特朗普和当选副总统JD·万斯的肖像由丹尼尔·托罗克拍摄。托罗克后来成为特朗普的首席白宫摄影师。托罗克于2025年1月15日在社交媒体网站X上发布肖像照，特朗普的过渡团队于次日，也就是1月20日就职典礼之前发布肖像照。这些肖像照是专门为就职典礼制作的，并印在活动的节目单内。特朗普的肖像照在他任期开始时作为“占位符”的官方肖像照。
在这些肖像照中，特朗普和万斯都穿着蓝色西装和白色领衬衫。特朗普系着蓝色或青绿色领带，并佩戴了一枚小型美国国旗胸章。特朗普在身处一个看似国事厅的地方拍摄，在他脑后的背景中可以看到美国国旗一角的红白条纹。特朗普的面部表情严肃而紧张，并盯着摄像机镜头。他的右眼眯着，同时一侧眉毛扬起，嘴唇紧闭。
特朗普的肖像比传统的总统肖像更暗，光线也更刺眼。特朗普的肖像照是从下方打光的，明亮的人造光照亮了特朗普脸部的中央，而其他区域则笼罩在阴影中。一盏用来照亮图像的大功率频闪灯反射在特朗普的眼睛中。照片的角度很低，特朗普的头略微向下倾斜，低头盯着观众。图像被裁剪到靠近特朗普的脸部，肖像照显示的是他的胸部以上部位。
特朗普的肖像与他的入案照进行了比较，后者是2023年特朗普在富尔顿县监狱因敲诈勒索罪被捕后拍摄的，该罪名与推翻他在2020年佐治亚州选举中失败的结果有关。在这张特朗普的入案照中，他的眉毛扬起，眼睛向上看，怒视着镜头。特朗普在入案照中的表情成为其支持者反抗的象征，并被用作总统竞选活动的营销工具；托罗克在他的X账户上证实，该入案照启发了特朗普的就职肖像。

### 反应
《纽约时报》的肖恩·麦克里什称这幅肖像“就像特朗普的所有作品一样，充满戏剧性和震撼人心”。《快公司》的格蕾丝·斯内林写道，这幅肖像“明显偏离了历届政府对行政首长的呈现方式，并且“旨在传达主导地位，而不是亲和力”。克雷格黑德说，皱眉是特朗普“最喜欢的姿势”，并表示他可能“不想微笑，因为那看起来很虚弱”。《纽约时报》的评论家杰森·法拉戈在谈到这幅肖像时表示“托罗克从下方使用了令人震惊的聚光灯”，让特朗普“看起来像个恐怖电影里的反派”。英国政治摄影师安德鲁·帕森斯称这幅肖像是“一张传递信息的照片”。
艺术评论家凯利·格罗维尔在BBC新闻撰稿时表示，这幅肖像“或许是特朗普三联画中最非凡的一幅”，另外两幅分别是他2023年的入案照和2024年躲过暗杀后举起拳头的照片。他表示：“这幅肖像展现出如此犀利的表情和鹰派的凝视，在美国总统肖像中简直史无前例。这种咄咄逼人的目光，除非翻遍艺术史才能找到令人信服的对应。”乔治·华盛顿大学政治学教授夸德里科斯·德里斯克尔表示：“与特朗普早期较为传统的肖像形成鲜明对比，也可能预示着他公众形象的转变，在他准备再次就任之际，将展现出更强硬、更具战斗力的姿态。”

## 2025年总统肖像

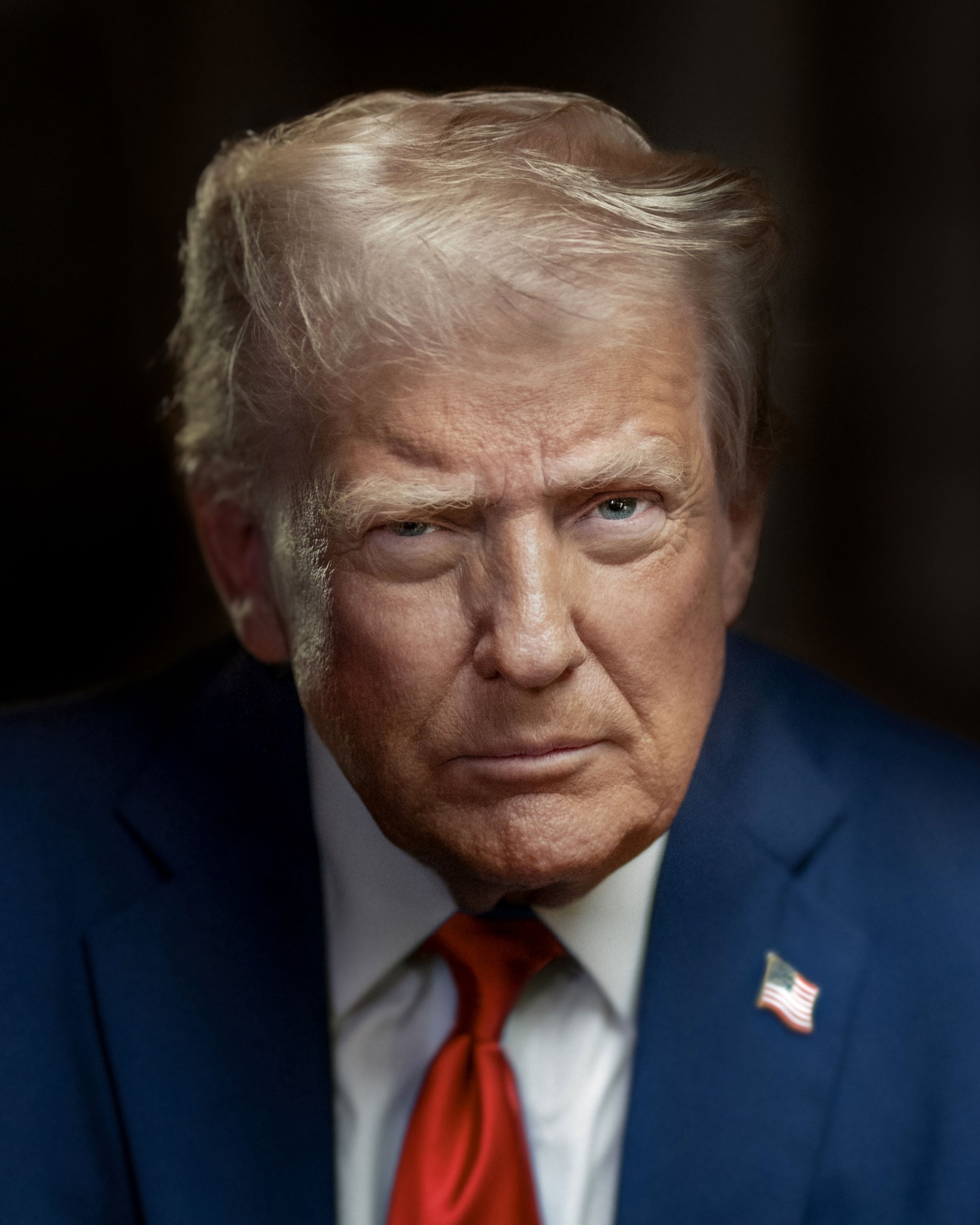
特朗普的第二张总统肖像，由丹尼尔·托罗克于2025年6月拍摄

2025年6月2日，白宫公布了特朗普第二任总统的官方肖像。该肖像在社交媒体上发布的八秒视频中亮相，悬挂在白宫西翼旁边的艾森豪威尔行政办公大楼内。这张照片是特朗普的第四张官方肖像，由托罗克拍摄。其被添加到白宫网站、特朗普的官方Facebook账户，并将放置在联邦建筑和办公室内，取代他之前的就职肖像。
肖像中，特朗普身穿深蓝色或海军蓝西装，内穿浅蓝色衬衫，系有他“标志性”的红色领带，领带打成温莎结，左翻领上别着一枚美国国旗胸章。特朗普坐在黑暗的背景前，背景中没有美国国旗，这是自1969年理查德·尼克松以来美国官方总统肖像中首次未出现国旗。他目光严肃地盯着镜头，表情被描述为中性、严厉或严肃，或者带着源自他2023年入案照的责骂和扬眉的动作。与他的就职肖像相比，特朗普的表情更加柔和，他的肩膀更加放松，情绪也更加柔和。
托罗克表示，这张照片是在一个“相当黑暗的房间”中拍摄的，房间里有“一个巨大的头顶柔光箱”，“一道来自日落的阳光照射在特朗普的右肩上”，以营造“电影般的光线”。特朗普位于肖像的正中央，头部略微向前倾。与其他总统肖像相比，镜头离特朗普更近。特朗普占据了画面的四分之三左右，而且肖像的裁剪非常大。这张照片的光线比特朗普的就职肖像偏暖，由于正面照明，他眼下的眼袋清晰可见。整张肖像对比度高，特朗普的脸几乎一半都被阴影遮盖，包括他的右脸颊、耳朵和肩膀。照片的边缘被柔焦遮挡，特朗普的衬衫和领带变得模糊，而他的脸和头发则清晰可见。

### 反应
法拉戈称这幅肖像的基调“令人生畏”，但“与（就职肖像）相比，画中人物的情绪实际上明朗了许多”。斯内林称，这幅肖像比特朗普的就职肖像“更具不祥之感”，而《每日电讯报》的本尼迪克特·史密斯则称，这“显然是（特朗普）为了显得不那么险恶而做出的努力”。法拉戈表示，这幅肖像“展现了一种典型的特朗普式色调的不协调”——这种“不适感”源于其构图，但其对“传统精英品味”的挑战又营造出一种“奇特的力量形象”。他形容肖像的背景“就像《学徒》里的会议室一样阴暗而富有戏剧性”。
法拉戈写道：“无论实际制作技术如何，这张照片都展现了人工智能图像的诸多特征：对称构图、细节不精准、边缘模糊以及景深浅。如果说特朗普第一任期的审美特征来自电视，那么第二任期的形象则更多地源自硅谷……从这个意义上讲，这幅肖像与其说是回归1980年代的旧式光彩，不如说是2020年代超级大制作的体现：一件来自美丽新世界的文物，在这个世界里，图像总是可以再生的，甚至连总统职位都没有历史可言。”
曼荷莲学院美术教授保罗·斯塔蒂表示，肖像中没有美国国旗使得照片“更加个人化”，而删除“所有提及白宫场景的画面”让他“怀疑这是否表明特朗普并非真正意义上的公职人员，或者不应仅仅被视为美国的现任代表”。斯内林表示，美国国旗的缺失表明“传统的最后痕迹也被抛弃”，并表示这幅肖像“似乎在说特朗普才是明星，而美国仅仅是布景”。